# Nukleofilní adice
Nukleofilní adice je typ adiční reakce v organické chemii, která je typická pro karbonylové sloučeniny. Při této reakci chemická sloučenina s dvojnou nebo trojnou vazbou reaguje s nukleofilem tak, že jsou tyto vazby přerušeny. Nukleofilní adiční reakce jsou běžnější pro trojné vazby než pro dvojné. Kromě karbonylových sloučenin může probíhat například i u nitrilů (R-C≡N), iminů (R1-CH=N-R2) nebo i alkenů.
Nukleofil nebo také nukleofilní činidlo je částice, která je záporně nabitá nebo má volný elektronový pár. Aduje se proto na uhlík ve vazbě nesoucí částečný kladný náboj.
Nukleofilní adice probíhá mnohem méně často, než elektrofilní či radikálová adice. Vyskytuje se především na derivátech uhlovodíků, na uhlovodících samotných pouze při použití velmi silných nukleofilů. Nejčastěji se nukleofilní adice provádějí na ketonech, aldehydech, azidech, nitrilech či diazoniových solích.

## Mechanismus reakce
Mechanismus je velmi podobný elektrofilní adici, neboť se také skládá ze dvou kroků. Nukleofilní adice se liší od elektrofilní v tom, že při první reakci se adují atomy nebo skupiny atomů přijímající elektronové páry, zatímco při druhé reakci se adují atomy nebo skupiny atomů darující elektronové páry. Navzdory společnému mechanismu se rozlišují adiční reakce uhlík-uhlík a uhlík-heteroatom.
Nukleofil Nu− postupuje podél vazby C=O pod úhlem asi 75 ° k rovině karbonylové skupiny a naváže se na elektrofilní uhlík C=O skupiny. Ve stejnou dobu dochází k rehybridizaci karbonylového uhlíku z sp2 na sp3, elektronový pár z vazby C=O přeskočí na elektronegativní kyslík a okamžitě vzniká čtyřstěnný alkoxidový iont. V kyselém prostředí se stabilizuje na konečný alkohol.

## Karbonylové sloučeniny
Nukleofilní adice na karbonylové sloučeniny:
- Alkohol R-OH na přípravu poloacetalů při reakci s prvním ekvivalentem, při reakci s druhým ekvivalentem pro přípravu acetalů
- Aniont vodíku H− na redukci na alkohol
- Amin R-NH2 nebo imin R1-CH=N-R2 podle mechanismu Schiffovy reakce
- Karbonylová sloučenina s vodíky na α-uhlíku na aldolovou reakci
- Grignardovo činidlo na prodloužení řetězce

## Nitrily
Nukleofilní adice na nitrily:
- Hydrolýza na amid až karboxylovou kyselinu
- Adice alkoholu podle mechanismu Pinnerovy reakce
- Karbonylová sloučenina nebo nitril s vodíky na α-uhlíku podle mechanismu Thorpovy reakce

## Iminy
Nukleofilní adice na iminy:
- Hydrogenace na aminy
- Hydrolýza na karbonylové sloučeniny

## Cramovo pravidlo
Při nukleofilní adici na karbonylové sloučeniny vzniká chirální centrum *. Za předpokladu, že R a R' nemají chirální vlastnosti, bude nukleofil výchozí, v podstatě planární molekulu, atakovat se stejnou pravděpodobností z obou stran. Vznikne tedy směs, která obsahuje stejné množství obou enantiomerů, tj. racemát+-. Ale pokud původní karbonylová sloučenina již obsahuje chirální centrum - zejména pokud je chirální centrum v poloze α - atak z jedné strany karbonylového uhlíku už nebude (statisticky) stejně pravděpodobný jako z druhé strany. Výsledkem bude, že oba diastereoizomery nevzniknou ve stejných množstvích.